# ديفيد رالستون
ديفيد رالستون هو سياسي أمريكي، ولد في 14 مارس 1954 في إليجاي في الولايات المتحدة. نشط حزبياً في الحزب الجمهوري. وقد انتخب عضو مجلس نواب جورجيا ‏ (13 يناير 2003 – ).

## وصلات خارجية
- الموقع الرسمي